# 胡安德阿科斯塔
胡安德阿科斯塔（西班牙語：Juan de Acosta）是哥倫比亞的城鎮，位於該國北部，由大西洋省負責管轄，距離首府巴蘭基亞20公里，始建於1543年7月26日，面積127平方公里，海拔高度80米，2005年人口14,184。

## 外部連結
- （西班牙文） Gobernacion del Atlantico - Juan de Acosta
- （西班牙文） Juan de Acosta official website

10°50′N 75°02′W / 10.833°N 75.033°W